# Monte Grande, Parácuaro
Monte Grande är en ort i Mexiko.   Den ligger i kommunen Parácuaro och delstaten Michoacán de Ocampo, i den södra delen av landet, 300 km väster om huvudstaden Mexico City. Monte Grande ligger 203 meter över havet och antalet invånare är 149.
Terrängen runt Monte Grande är kuperad åt sydväst, men åt nordost är den platt. Runt Monte Grande är det ganska glesbefolkat, med 47 invånare per kvadratkilometer. Närmaste större samhälle är Apatzingán, 18,6 km norr om Monte Grande. I omgivningarna runt Monte Grande växer huvudsakligen savannskog.